# アトランティス

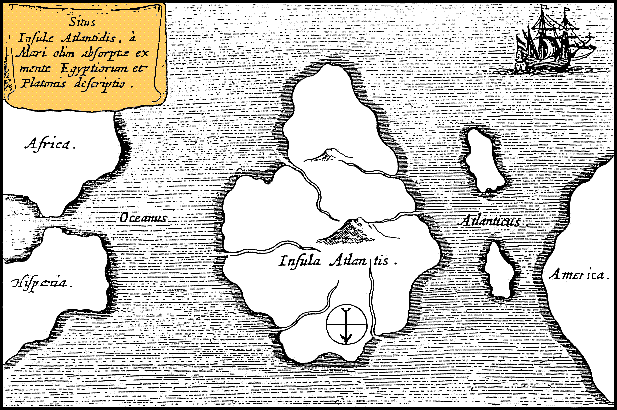
大西洋の中央にアトランティスが描かれたアタナシウス・キルヒャーによる地図。南が上のため、右側がアメリカ、左側がアフリカである。1699年 アムステルダムで出版

アトランティス（古代ギリシア語: Ατλαντίς）は、古代ギリシアの哲学者プラトンの著書『ティマイオス』及び『クリティアス』の中で記述された伝説上の広大な大陸、及びそこに繁栄したとされる帝国。プラトンの時代の9000年前に海中に没したと記述されている。
一部の研究者が主張していた空想上の大陸であり、現在はその存在は科学的に否定されている。

## 概要

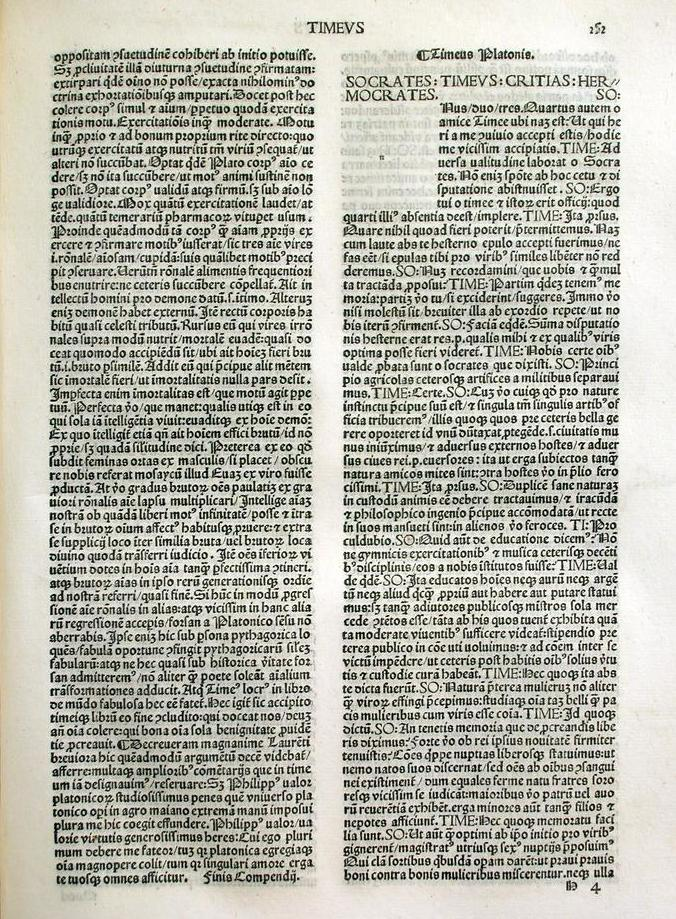
プラトンのティマイオス。ラテン語の翻訳（15世紀）

プラトンの対話篇『ティマイオス』および『クリティアス』では、次のように語られている。ジブラルタル海峡のすぐ外側、大西洋に巨大なアトランティス島があった。資源の宝庫で、そこにある帝国は豊かであり、強い軍事力を持ち、大西洋を中心に地中海西部を含んだ広大な領土を支配していた。
王家はポセイドンの末裔であったが、人間が混じるにつれ堕落し、物質主義に走って領土の拡大を目指し、帝国は荒廃した。アテナイは近隣諸国と連合し侵略者であるアトランティス帝国と戦い、辛くも勝利したが、その直後アトランティス島は海中に沈み、滅亡したとされている。これは神々の罰であるという。
16-17世紀の西洋世界では、南北アメリカ大陸というキリスト教の世界観に収まらない新天地の発見により、その先住民の起源と大陸が生まれた経緯を説明するために、さまざまな理論が考案され、アトランティスもその説明に用いられた。
16世紀の学者にはアトランティス大陸の存在を疑う人もいたが、世間から尊敬を集める人々の多くは信じており、彼らが世間から怪しく思われることもなかった。フランシス・ベーコンは、ユートピア小説『ニュー・アトランティス』（1601年、未完）でアメリカをアトランティスの残骸とする説を寓話として紹介し、広く普及させたが、これには批判もある。
アトランティスについては、もっぱら伝統的な古典教育を受けた教養人と著述家の間で議論されていたが、1870年フランスの人気作家ジュール・ヴェルヌがSF小説『海底二万里』で海中に没したアトランティスの姿を描き、欧米の大衆文化にアトランティスという概念を広め、大衆におけるアトランティスブームの先駆けとなった。
さらに1882年、アメリカの政治家イグネイシャス・ロヨーラ・ドネリーが著書『アトランティス―大洪水前の世界』を発表し、「謎の大陸伝説」として一大ブームとなった。今日から見るとドネリーの学説には多くの欠陥があるが、当時においてはそれなりの説得力があり、彼によって近代のアトランティス学・アトランティス神話の基盤が作られ、民衆文化におけるアトランティス熱に火をつけ、更にオカルトと結びつくことで多くの派生研究を生んだ。
彼以降のアトランティスに関する著作家たちは、ドネリーを上回る、さらに美化した極論を展開した。
ドネリーの著作と同時期にオカルティストたちも関心を持つようになり、アトランティスを始めとする失われた大陸をめぐる疑似歴史に、様々な想像や夢物語を付け加えていった。神智学協会を作ったヘレナ・P・ブラヴァツキーに始まり、ルドルフ・シュタイナーの人智学、さらにシュタイナーの弟子を通じて薔薇十字思想などに受け継がれ、模倣され、広まっていった。 
アトランティスはアーリアン学説とも結びついており、オカルト思想や疑似歴史・疑似科学の教義を説く集団と密接に関係していたナチスは、その壮大な疑似歴史体系の重要な一要素として、アトランティスをアーリア民族の故郷であると主張し、この説を立証しようと資金と頭脳を投入した。
大戦後には、冷戦を背景に核戦争への危機感と相まって、オカルト的・疑似歴史的アトランティスが再びブームとなり、フィクションの魅力的なテーマとしてたびたび用いられた。
プレートテクトニクス理論によって大西洋にかつて大きな陸塊が存在した可能性が否定されるなど、近年の研究によってドネリーの主張は時代遅れとなり、アトランティス実在説やアトランティス学は、疑似歴史として扱われるようになり、まともな学問とはみなされなくなった。
1980年代のアメリカの大学生に対する調査では、約3分の1の学生が実在を信じ、疑わしいと答えたのは約4分の1だった。歴史学者のロナルド・H. フリッツェは、アトランティス実在説は物語としては魅力的で楽しいものであるが、この説の信奉者にはどこか反知性主義の匂いがあり、一見無邪気な娯楽物語もナチスの狂信と全く縁遠いものとは言えないと述べている。

## アトランティスの語源

### アトラス神
「Ατλαντίς（アトランティス）」という語は、ギリシア神話の神、アトラス（Ἀτλας）の女性形・形容詞形であり、字義通りには「アトラスの娘」を意味する。
シケリアのディオドロスは『歴史叢書』の中で、アトラス王は弟ヘスペロスの娘ヘスペリティスと結婚して7人の美しい娘達（ヘスペリデス、アトランティデス）の父となり、エジプトのブシリス王の依頼を受けた海賊に誘拐されてしまった娘達をヘラクレスが救った際に、その礼としてヘラクレスの最後の功業を手伝ったのみならず、天文の知識を教えたが、これがギリシア世界でアトラスの蒼穹を担ぐアトラス伝説へと変化してしまったという。

### アトラスの海
プラトンの対話集に先立ち 「アトランティス（Ατλαντίς）」という表現は大西洋を意味する地名として使われている。ヘロドトスは『歴史』の中で大西洋を「アトランティスと呼ばれる、柱の外の海」と記述した。以降、大西洋は今日に至るまで「アトラスの海」や「アトラスの大洋」と呼ばれるようになったのである。
ガイウス・プリニウス・セクンドゥスは『博物誌』で、ポリュビオスの報告として、アフリカのアトラス山脈の大西洋側の末端の山の沖合いに、ケルネ島とアトランティス島があると記述している。

## プラトンのアトランティス
プラトンの『ティマイオス』と『クリティアス』によると、アトランティス島はジブラルタル海峡のすぐ外側、大西洋にある、当時ギリシャ人が最大の島と考えていたキプロス島よりも大きい、非常に広い島だった。アトランティス島は資源の宝庫で、必要な物質の大半を島で補うことができ、農産物も豊富で、畜産も盛んだった。そこにあった帝国は、大西洋を中心に地中海西部を含んだ広大な領土を支配していた。
当時存在した国と考えれば、アトランティスで特筆すべき点は、領土の規模の大きさである。語られた技術や素材から、青銅器文明に属していた。84万の兵と1万台の戦車、1200隻の軍艦と24万人の乗組員を動員することができたとされ、青銅器時代の国家としては突出した軍事力を持っていたことになる。彼らがこれほどの富と力を持っていたのは、王家がポセイドンの末裔であったからだとされる。
しかし、ポセイドンの子孫と人間が混じるにつれ、神性は失われていき、アトランティス人は物質主義に走り、さらなる富と領土を求め、暮らしは荒廃した。これを見たゼウスは神々を集め、アトランティスにどのような罰を下すか話し合い、帝国の敗北と島の破壊を決めた。帝国は紀元前9400年頃に地中海沿岸部に征服戦争を仕掛け、アテナイ人は近隣諸国と連合して抵抗し、激しい戦闘になり、アテナイ軍はからくも勝利し、地中海西岸をアトランティス人の支配から解放した。
直後に、大地震と洪水によって一昼夜のうちにアトランティス島は海底に沈み、これらの災害はアテナイ軍にも大きな被害を与えた。島が陥没してできた泥土が航行の妨げになったという描写から、島が沈んだのはさほど深くない場所だと考えられる。

### 作品構想と背景
『ティマイオス』と『クリティアス』は、プラトンがシュラクサイの僭主ディオニュシオス2世の下で理想国家建設に失敗した後、晩年にアテナイで執筆した作品と考えられている。両作品はプラトンの師匠である哲学者ソクラテス、プラトンの数学の教師とも伝えられているロクリスの政治家・哲学者ティマイオス、プラトンの曽祖父であるクリティアス、そして、シュラクサイの政治家・軍人ヘルモクラテスの4名の対話の形式で執筆されている。
『ティマイオス』では主にティマイオスが宇宙論について語り、『クリティアス』では主にクリティアスが実家に伝わっているアトランティス伝説について語っている。ヘルモクラテスは一連の作品群で語りの役割を果たしていないが、作品中ソクラテスによって第三の語り手と紹介されている。このことから、プラトンの対話集の英訳で知られる英国の古典学者ベンジャミン・ジャウエットなどにより、 アトランティスとアテナイの間の戦争に関して、軍人ヘルモクラテスに分析させた、『ヘルモクラテス』という作品が構想されていたという説が提唱されている。

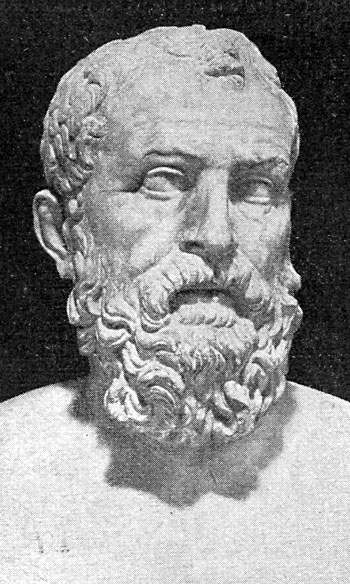
ソロンとされる胸像

核となる伝説は、アテナイの政治家ソロンが、エジプトのサイスで女神ネイトに仕える神官から伝え聞いた話であるとされる。これを、親族で友人のドロピデに伝え、その息子のクリティアスが引き継ぎ、彼が90歳・同名の孫のクリティアスが10歳の頃、祖父が孫にアパトゥリア祭の時に聞せた事として、対話集の中で披露されている。作中の神官によると、伝説の詳細は手に取ることのできる文書に文字で書かれているとされる。
ソロンはこの物語を詩作に利用しようと思って固有名詞を調べたところ、これらの単語は一度エジプトの言葉に翻訳されていることに気付いた。そこでソロンはエジプトで聞いた伝説に登場する固有名詞を全てギリシア語風に再翻訳して文書に書き残し、その文書がクリティアスの実家に伝わったという。ソロンは結局帰国後も国政に忙しかったため、この伝説を詩に纏めることができなかったとされている。

### 『ティマイオス』
『ティマイオス』の冒頭でソクラテスが前日にソクラテスの家で開催した饗宴で語ったという 理想国家論が要約されるが、その内容はプラトンの『国家』とほぼ対応している。そして、そのような理想国家がかつてアテナイに存在し、その敵対国家としてアトランティスの伝説が語られる。
アアフメス2世が即位した後の紀元前570-560年頃、ソロンは賢者としてエジプトのサイスの神殿に招かれた。そこでソロンは、デウカリオンの洪水伝説で始まる人類の歴史の知識を披露し、古来より人類滅亡の危機は何度も起こっており、ギリシアでは度重なる水害により歴史の記録が何度も失われてしまったが、ナイル河によって守られているエジプトではそれよりも古い記録が完全に残っており、デウカリオン以前にも大洪水が何度も起こったことを指摘する。
その頃、ヘラクレスの柱（ジブラルタル海峡）の入り口の手前の外洋であるアトラスの海にリビアとアジアを合わせたよりも広い、アトランティスという1個の巨大な島が存在し、大洋を取り巻く彼方の大陸との往来も、彼方の大陸とアトランティス島との間に存在するその他の島々を介して可能であった。アトランティス島に成立した恐るべき国家は、ヘラクレスの境界内（地中海世界）を侵略し、エジプトよりも西のリビア全域と、テュレニアに至るまでのヨーロッパを支配した。その中でギリシア人の諸都市国家はアテナイを総指揮として団結してアトランティスと戦い、既にアトランティスに支配された地域を開放し、エジプトを含めた諸国をアトランティスの脅威から未然に防いだ。
しかしやがて、大地震と洪水が起こり、一昼夜の内にアテナイ軍は皆大地に飲み込まれアトランティス等も海に没して消えたという。そのため、島が沈んだ場所は浅い泥によって航行が妨げられていると語った。ここでクリティアスは太古のアテナイとアトランティスの物語の簡単な紹介を終え、以降ティマイオスによる宇宙論へ対談の話題が移る。

### 『クリティアス』
作品の冒頭の記述から、この作品は先の『ティマイオス』の対話と同じ日に行われた続編にあたる対話であることが示唆されている。ティマイオスにおける宇宙論に引き続き、今度はクリティアスがアテナイとアトランティスの物語を披露する。
アトランティス島の大地から生まれた原住民エウエノルが、妻レウキッペーとの間にクレイトという娘を儲け、アトランティスの支配権を得た海神ポセイドンがクレイトと結ばれ、5組の双子が生まれた。初代アトランティス王のアトラス、スペインのガデイラに面する地域の支配権を与えられたエウメロスことガデイロス、アンペレス、エウアイモン、ムネセウス、アウトクトン、エラシッポス、メストル 、アザエス、ディアプレペスで、彼らが10に分けられたアトランティス帝国各地の王家の先祖となったとされており、王家は神の血筋ということになる。

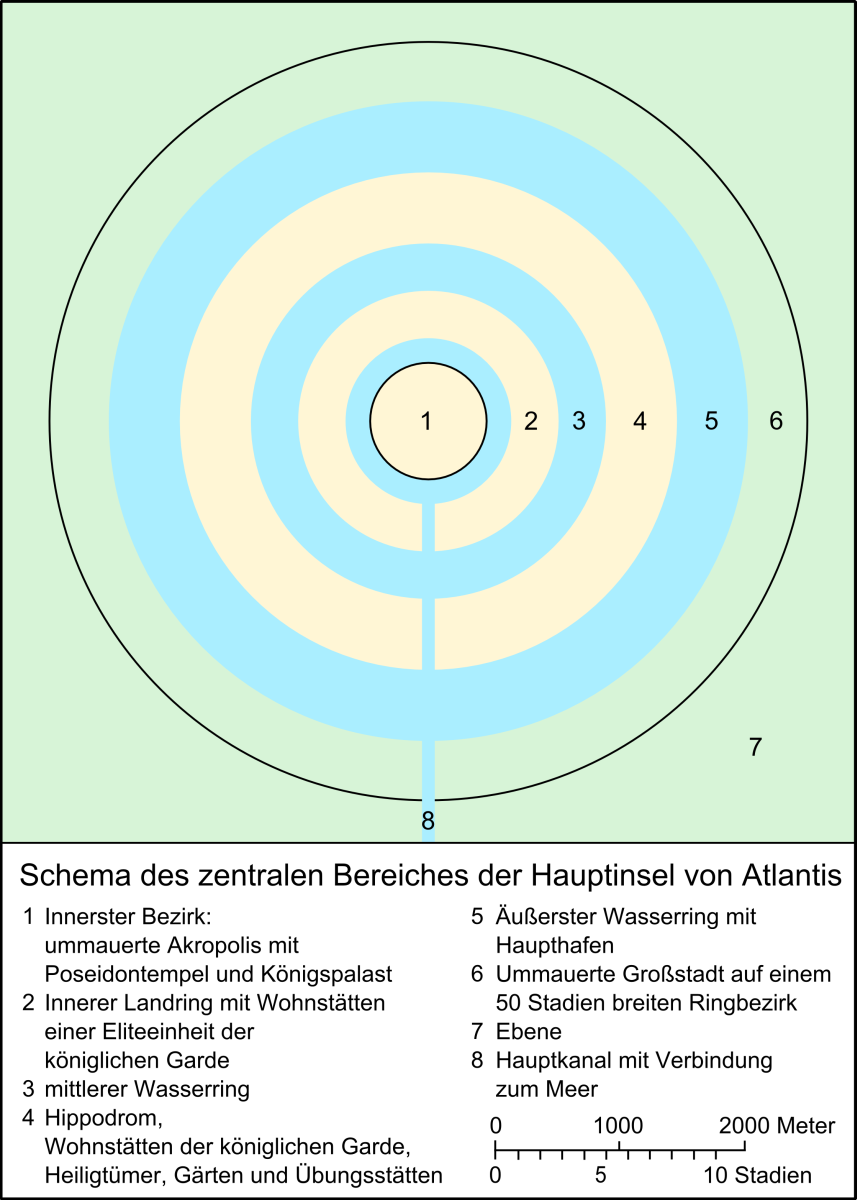
プラトンの記述によるアトランティスの都を起こした図

アクロポリスのあった中央の島は直径5スタディオン（約925m）で、その外側を幅1スタディオン（約185m）の環状海水路が取り囲み、その外側をそれぞれ幅2スタディオン（約370m）の内側の環状島と第2の環状海水路、それぞれ幅3スタディオン（約555m）の外側の環状島と第3の環状海水路が取り囲んでいた。巨大な3つの港が外側の環状海水路に面した外側の陸地に設けられ、内外の環状水路には2つのドックが作られ、三段櫂の軍船が満ちていた。
中央島のアクロポリスには王宮が置かれていた。王宮の中央には王家の始祖10人が生まれた場所とされるクレイトとポセイドン両神を祀る神殿があり、5年または6年毎に10人の王はポセイドンの神殿に集まって会合を開き、牡牛をいけにえとしてポセイドンに捧げる祭事を行った。
内側の3つの島々に王族や神官、軍人などが暮らしていたのに対し、港が設けられた外側の陸地には一般市民の暮らす住宅地があり、港と市街地は世界各地からやって来た船舶と商人で満ち溢れ、昼夜を問わず賑わっていた。
アトランティス島は生活に必要な諸物資のほとんどを産する豊かな島で、オレイカルコスなどの地下鉱物資源、象などの野生動物や家畜、家畜の餌や木材となる草木、 ハーブなどの香料植物、葡萄、穀物、野菜、果実など、様々な自然の恵みの恩恵を受けていた。
島の南側の中央には一辺が3000スタディオン（約555km）、中央において海側からの幅が2000スタディオン（約370km）の広大な長方形の大平原が広がり、その外側を海面から聳える高い山々が取り囲んでいた。平原は土木工事により長方形に整形され大運河に取り囲まれ、運河のおかげで年に二度の収穫を上げたほか、これらの運河を材木や季節の産物の輸送に使った。
平原は10スタディオン平方（約3.42km2）を単位とする6万の地区に分割され、平原全体で1万台の戦車と戦車用の馬12万頭と騎手12万人、戦車の無い馬12万頭とそれに騎乗する兵士6万人と御者6万人、重装歩兵12万人、弓兵12万人、投石兵12万人、軽装歩兵18万人、投槍兵18万人、1200艘の軍船のための24万人の水夫が招集できるように定められた。山岳部もまたそれぞれの地区に分割され、軍役を負った。アトラス王の血統以外の他の9つの王家の支配する王国ではこれとは異なる軍備体制が敷かれた。
アトランティスの支配者達は、原住民との交配を繰り返す内に神性が薄まり、堕落してしまった。それを目にしたゼウスは天罰を下そうと考え、ゼウスが彼らを懲らしめようとしたことなどが説明されるが、そこで記述は中断し、未完に終わっている。

## 類似する覇権国家崩壊の物語
覇権国家の崩壊伝説をモチーフとした類似の物語は、ディオドロスが『歴史叢書』で、同時代のハリカルナッソスのディオニュシオスの著作（現存せず）にまとめられたリビアの諸民族に関する内容を参考にして紹介した、アフリカに暮らす女人族アマゾネス人の話、アイリアノスが『多彩な物語』（邦題：『ギリシア奇談集』）で紹介した、キオスのテオポンポスの史書（現存せず）に載っていたという、別の大陸にあるマキモス（『好戦』）とエウセベス（『敬虔』）という対照的な二つの都市国家の話などがある。

## 古代
古典の原典でアトランティスに言及しているのは、『ティマイオス』『クリティアス』だけで、アトランティスの伝説はプラトン以前に遡ることはできない。 アリストテレスは、師のアトランティスの物語を想像による架空の話と考え、プリニウスやストラボンを始めとする古代ギリシャ、ローマの知識人も、アトランティスの実在を疑問視していた。
初めて『ティマイオス』の注釈書を書いたクラントル（紀元前335-375頃）など、一部真実だと考える人もいた。しかし、彼の考えはプラトンの記述が文字通りの真実であるという信念に基づく飛躍したものであり、彼以降のプラトンの注釈者たちは、誰もこの説を信じてはいない。クラントルの注釈書は散逸し、後世のプロクルス（410/412-485）の著作に引用の断片があるのみである。プロクルスもアトランティスの実在を信じていない。
アトランティス学の支持者たちは、クラントルは古代エジプト人がサイスの神殿の円柱に刻んだアトランティスの記録を確認したとして、プラトンとは別にアトランティスの実在を裏付ける情報として盛んに引用しているが、これはプロクルスの文章の誤訳に基づく誤解に過ぎないと考えられている。
クラントル以降の古代ヨーロッパで実在を信じたのはプルタルコスだけであるが、彼は特段新しい情報を提示しておらず、基本的にプラトンの記述の繰り返しに過ぎない。プルタルコスの『対比列伝』の「ソロン伝」によると、ソロンはアテナイで改革を行った後、海外を10年間旅し、エジプトで神官から失われたアトランティスの物語を聞いたという。このアトランティスの伝説、とりわけアテナイ人の関わる神話（ロゴスとミュトス）についてソロンは執筆を始めたが結局中止してしまった。プルタルコスは、ソロンの血縁者であったプラトンはアトランティスの物語を書き上げようとしたが完成前に亡くなり、本当に残念なことだと感想を述べている。
クラウディウス・アエリアヌスは『動物の特性について』の中で、大洋近くに住む住民に伝わる寓話として、ポセイドンの子孫であるアトランティスの王達は王の権威の象徴であるクリオスの雄の皮で作られた帯を頭に巻き、王妃達はクリオスの雌の巻き毛を身に付けていたという話を紹介している。
大プリニウスは『博物誌』でプラトンのアトランティス島沈没の話に触れ、これとは別に、アトランティスという名前の島がアトラス山脈の沖合いに現存していることを示唆している。

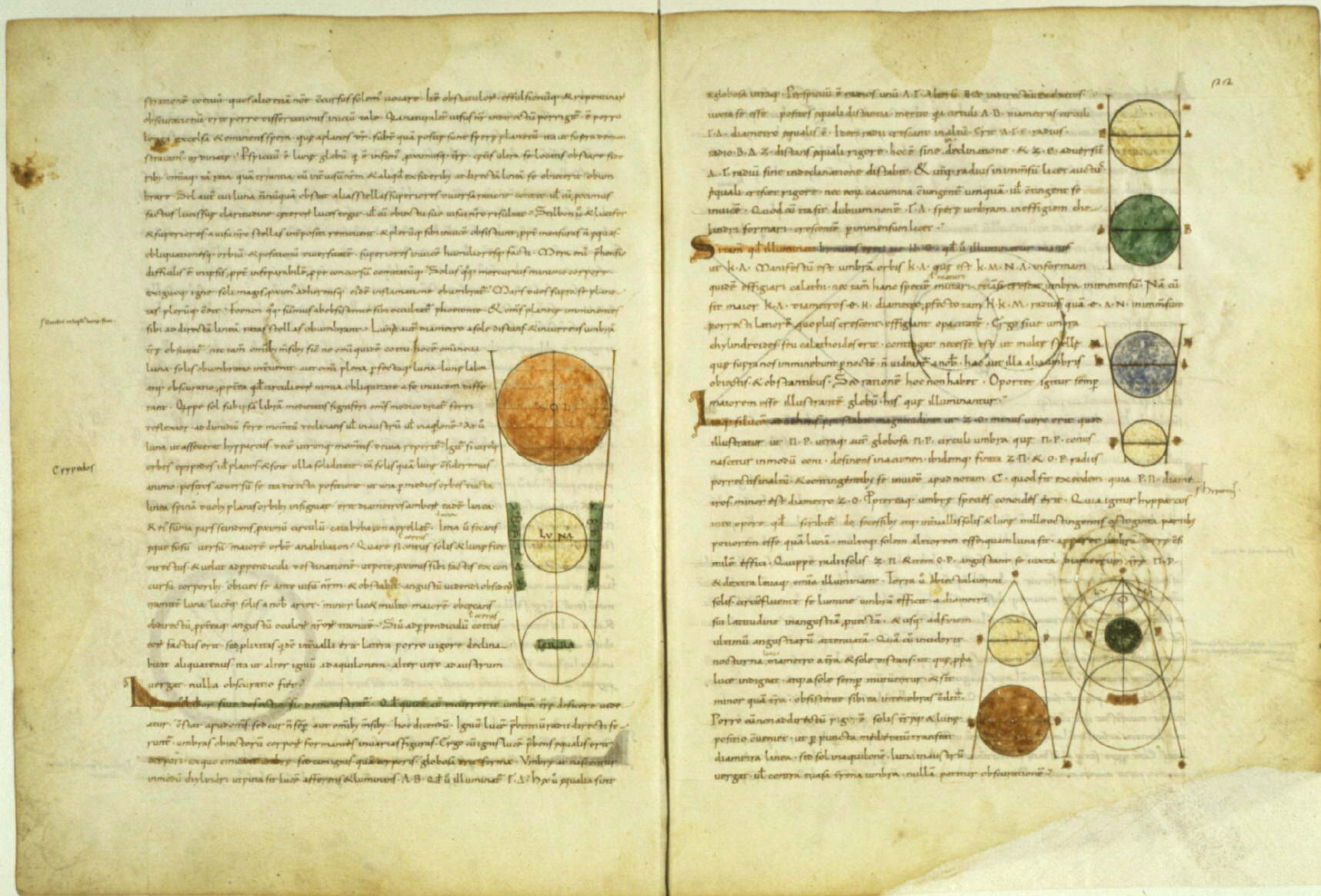
バチカン図書館所蔵 カルキディウス著『ティマエウス注解』

『ティマイオス』は400年頃にカルキディウス（4世紀-5世紀）によってラテン語に翻訳された。前1世紀のキケロによるラテン語訳が散逸したのと異なり、こちらはアトランティス伝説の部位を含む大部分のテキストが現存する。
新プラトン主義者のプロクロスは『ティマイオス注解』を残しているが、当時の多くの人々はプラトンの記述が寓話であると考えており、アパメイアのヌメニオス、アメリオス、オリゲネス、カッシオス・ロンギノス、ポルピュリオス、カルキスのイアンブリコス、シュリアノスなどの解釈が紹介されている。

## 中世
中世初期のヨーロッパで読むことのできたプラトンの著作は、『ティマイオス』だけだった。中世の知識人にとって、プラトンのアトランティスの記述は『ティマイオス』の中の一遍の物語に過ぎず、注目されなかった。
西ローマ帝国の崩壊で、西ヨーロッパの文化・学芸は衰退した。元エジプト商人で、ネストリウス派の修行僧になったコスマス・インディコプレウステースは、時代の流れに逆行して大地は平面であると主張し、また『キリスト教地誌』の中で『ティマイオス』の記述を引用し、アトランティス島の沈没はノアの大洪水のことであり、おそらくティマイオスはカルデア人から世界最初の歴史家であるモーセの書を知りアトランティスの逸話を創作して付け加えたのだと主張した。これ以外に、中世西ヨーロッパの教養ある聖職者で、アトランティスに関心を示した人はほとんどいない。
この時代よりプラトンを含む古代ギリシアの思想は反キリスト的とみなされ、アトランティス伝説も12世紀中頃のホノリウスの著作までしばし忘れ去られた。
オータンのホノリウス（1080–1154?）は『世界の模写』の中で、プラトンの名前を引用し、アフリカとヨーロッパを合わせたよりも広い巨大な島が、惨劇により凍った海の下に沈んだことを述べている。『世界の模写』はラテン語から様々な口語体に訳されており、例えばウィリアム・キャクストンは1489年に 『The Mirrour of the World』という題名で英語訳を出版している。

## 近現代

### 南北アメリカ大陸の発見
1492年に、ヨーロッパ人がアメリカ大陸に遭遇すると、アフリカ・アジア・ヨーロッパというノアの息子たちの末裔が暮らす3大陸からなるユダヤ・キリスト教の世界観が覆され、キリスト教と無縁に見える新大陸とその住人を説明するため、アトランティス、アトランティス人が用いられるようになった。
1553年に中米のアステカを征服したコンキスタドール、エルナン・コルテスの従軍神父で、スペインの新大陸征服の歴史の本を書いたフランシスコ・ロペス・デ・ゴマラは、アトランティス人の生き残りが新大陸に逃れ、定住したのではないかという説を提唱した。ゴマラを始め幾人かのスペイン人は、アトランティス人が新大陸に人が住み着くのに重要な役割を果たしたと考え、彼らはアトランティスの実在を信じていた。しかし、こうした説は完全に支持されていたわけではなく、17世紀にはほとんど信憑性はなくなっていた。
このようにスペインではアメリカ先住民=アトランティス人説が唱えられていたが、北ヨーロッパではこの説は全く支持されず、主要な知識人はプラトンのアトランティスは寓話か神話であると考えていた。イエズス会の伝道師だったホセ・デ・アコスタ（1539/40-1600）はアトランティス人がアメリカ大陸に移住したという説を完全に否定し、17世紀以降の主な知識人たちも懐疑的で合理的なアコスタの説を支持した。16世紀のイタリアの科学者ジローラモ・フラカストロ（1478-1553）は1530年の叙事詩『梅毒あるいはフランス病』で、アメリカはより広かったアトランティスの名残であるという説を唱え、幾人もの著作家がこれを踏襲したり、同じ説にたどり着いたが、誰もが賛成したわけではない。
フランシス・ベーコンは1610年に小説『ニュー・アトランティス』で、アメリカをアトランティスの名残とする説を紹介して、普及させた。ベンサレムというキリスト教徒が住む文明のある島、ニュー・アトランティスの話は寓話であり、当時の地理の知識でも創作であることは明らかだったが、当時あり得ること、真実ととらえる人もおり、今もそう信じる人はいる。アメリカ=アトランティス説は、その後200年以上、一考の価値のある説として受け継がれ、19世紀前半にはアトランティス学の主流だった。しかし、少なくない知識人がこれに賛同せず、プラトンの記述通り大西洋にあったと考えた。
イエズス会のアタナシウス・キルヒャーは、南北を逆にした、アトランティスをスペインとアメリカの間にある巨大な島として描いた地図を作り、聖書にある大洪水にアトランティスの滅亡が含まれるというコスマスの説を復活させた。
アトランティスの場所の説は、意識的であれ無意識的であれ、唱える人の自国の利益が配慮されており、例えばスウェーデンが列強に名を連ねた時代のスウェーデン人知識人オラウス・ルドベック（1630-1702）は、アトランティスは文明の源泉であり、ウプサラ地方のスウェーデンだったという説を唱えた。この説は現代人から見れば妄想ともいえる作り話だが、彼の著作『アトランティカ』は広く読まれ、ピエール・ベール、アイザック・ニュートン、ゴットフリート・ライプニッツ、シャルル・ド・モンテスキューなどの当時の著名な知識人から高く評価された。しかし、スウェーデンが没落すると、この説は忘れられてしまった。（参考：オエラ・リンダの書）

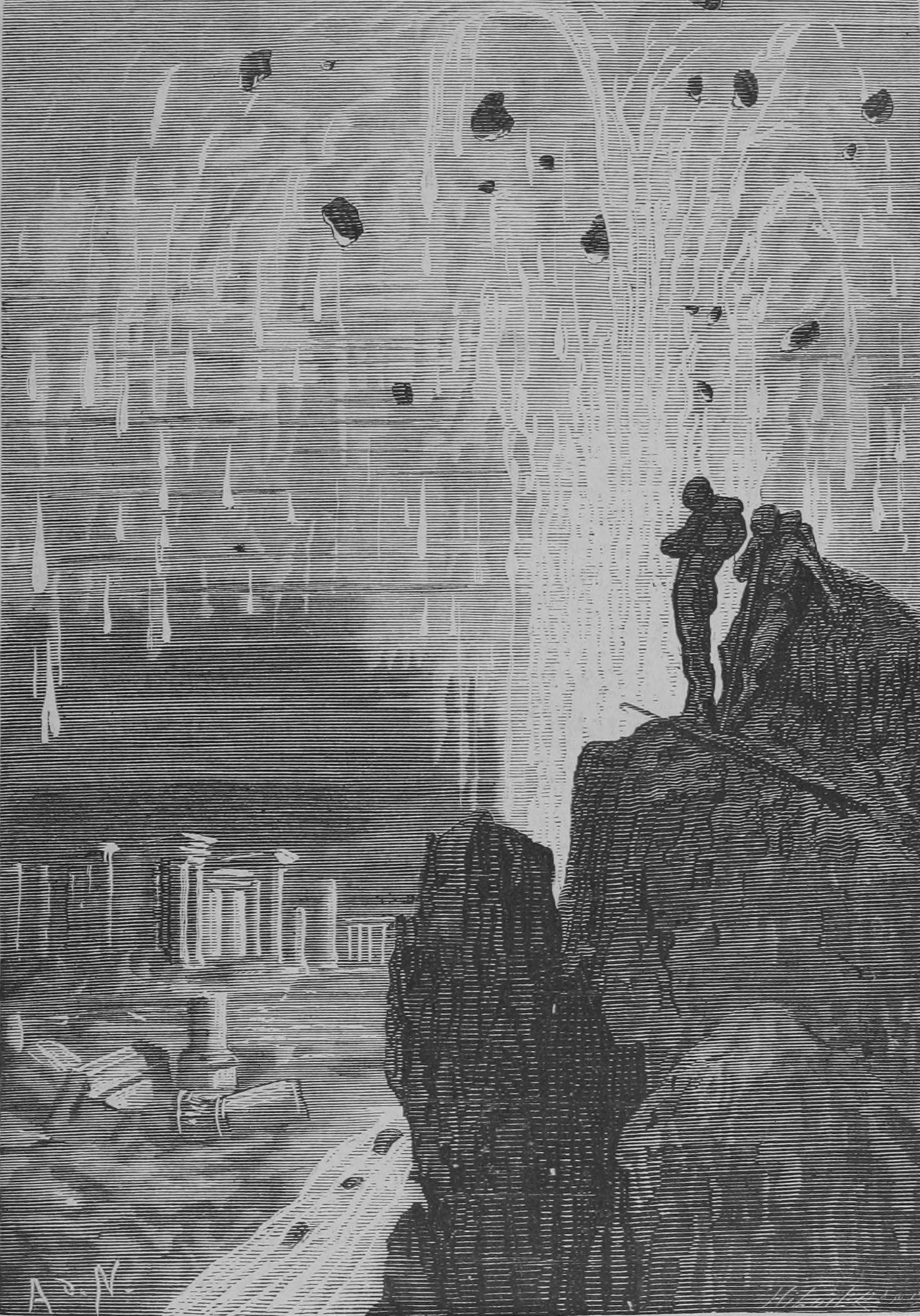
『海底二万里』のアトランティスの遺跡の挿し絵（1869年）

様々なアトランティスの説は、当時においてはそれなりに確かな根拠を持って唱えられ、信じられていたが、19世紀に入ってアトランティスをめぐる科学、歴史、考古学が進むにつれ、欠陥や不正確さが明らかになり、プラトンが書いたアトランティスの実在への疑いは深まっていった。
これに逆行するように大衆レベルでのアトランティスへの興味が高まり、1870年フランスの人気作家ジュール・ヴェルヌがSF小説『海底二万里』で海中に没したアトランティスの姿を描き、欧米の大衆文化にアトランティスという概念を広め、大衆におけるアトランティスブームの先駆けとなった。
19世紀以降に始まった俗流学問である疑似歴史において、アトランティス大陸は最古のテーマであると考えられており、妄想に捕らわれた人、捏造家、カルト的世界の愛好者、国粋主義者、人種差別主義者によって、膨大な仮説が打ち建てられた。
1873年にハインリヒ・シュリーマンが財宝を発掘し伝説のトロイアを発見したと喧伝すると、19世紀後半には植民地競争と相まって超古代探検の熱気が高まり、フランスの探検家ジャン・バティスト・ボリ・ド・サン＝ヴァンサンがカナリア諸島がアトランティスの残滓で、地中海にある遺跡もアトランティスの痕跡であると主張すると、アトランティス探索は大流行した。

### ドネリーのアトランティス
イグネイシャス・ロヨーラ・ドネリーは、近代の大衆におけるアトランティスブームの火付け役であるとみなされている。その功績には、ヴェルヌによって、アトランティスが教養人の間から大衆へと広められたことが大きく寄与している

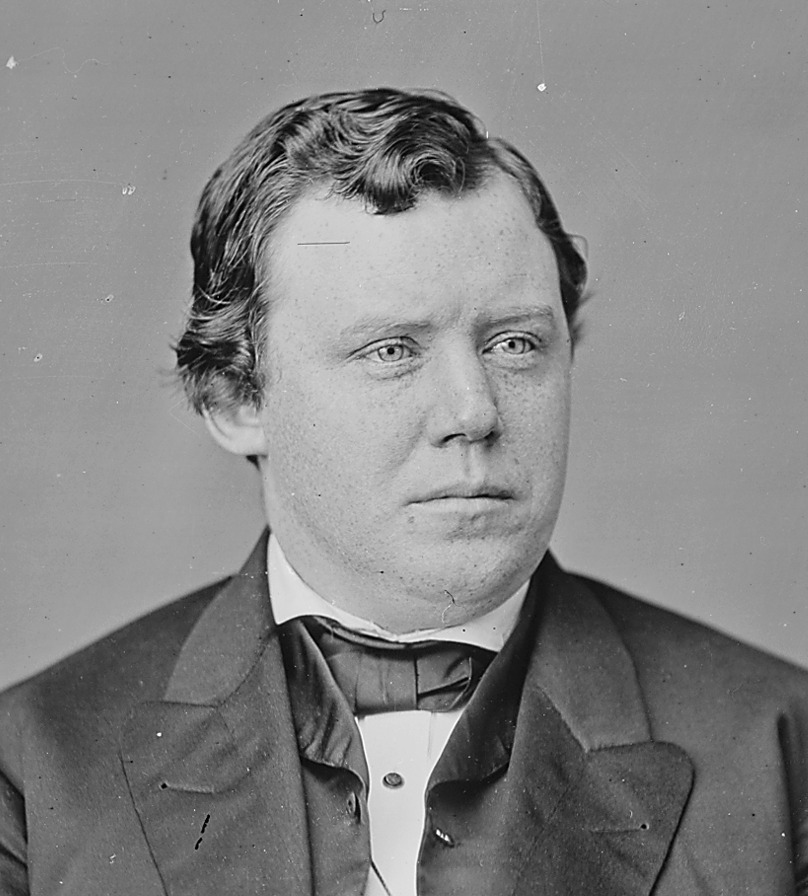
イグネイシャス・ロヨーラ・ドネリー

貧しいアイルランド系移民の息子だったドネリーは、事業に失敗し、財産を取り戻そうと政界に進出した。共和党のアレクサンダー・ラムジーの腹心となって実業界と結託したラムジーのもと、様々な汚職や不正に手を染めたが、元来人のいい人物だったこともあり、良心に目覚めてラムジーと決別し、1868年に民主党員になり、当時のミネソタとしては非常に大胆なことに、アメリカ先住民とアフリカン・アメリカンに白人と同等の教育機会と処遇を与えるべきと主張し、選挙に落選した。ラムジーと和解して共和党に戻るが、政治家の盛りは過ぎており、1870年代には農場経営を始めるが失敗し、様々な本を読んで『アトランティス―大洪水前の世界』（1882年）を出版した。また偽名で、格差が拡大したアメリカで労働者が反乱を起こす逆ユートピア小説『カエサルの円柱』を著して人気を博し、農民や都市労働者などの社会的弱者のために活動して富裕層や主流の政治家からは煙たがられた。

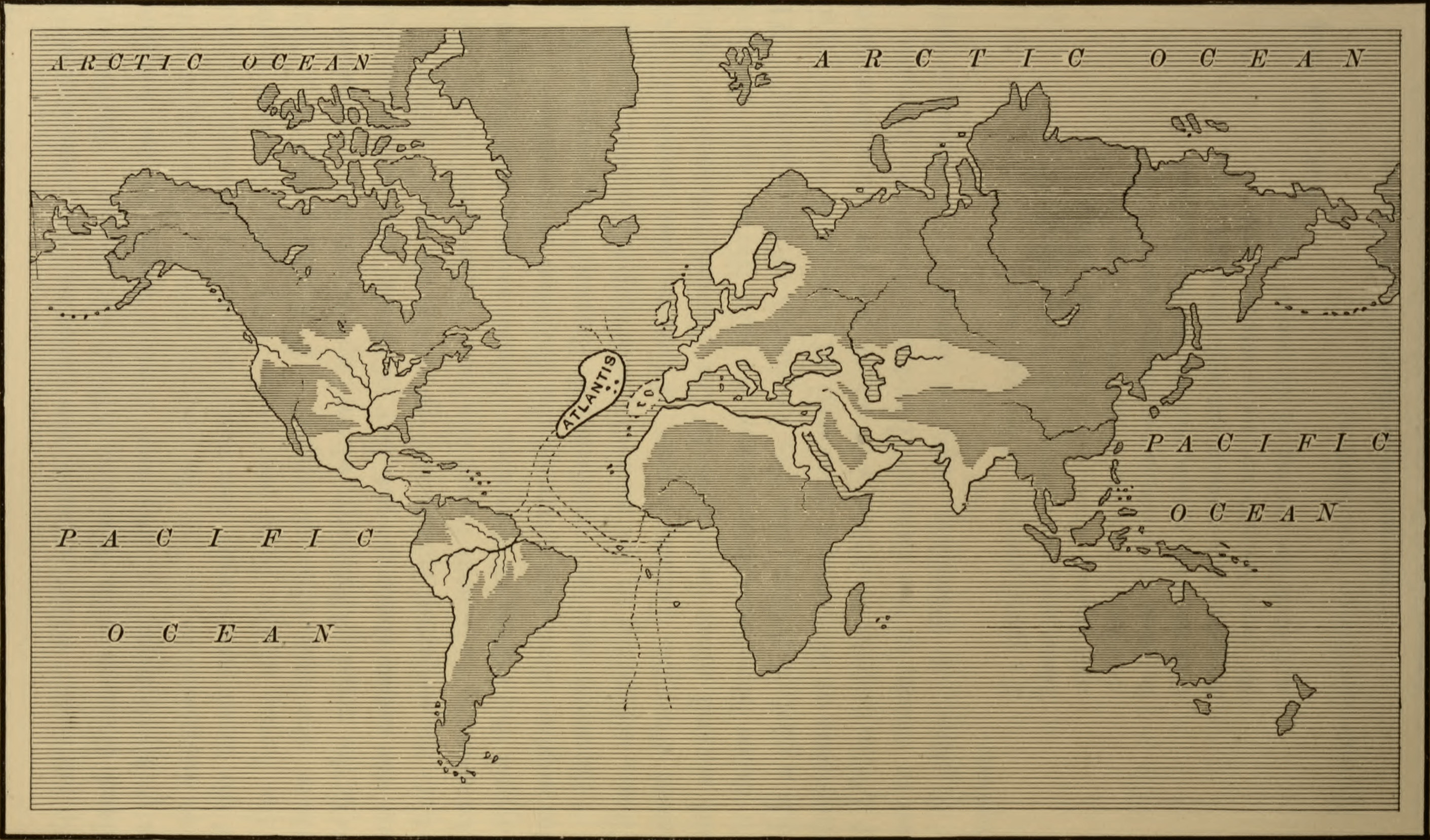
ドネリーの『アトランティス―大洪水前の世界』（1882年）より、アトランティスの帝国の地図。

ドネリーの時代、地質学者たちは、失われたといわれる大陸やなくなったとされる地形は、全て実在していたと信じていた。ドネリーの『アトランティス―大洪水前の世界』（Atlantis: The Antediluvian World）は、1890年に23版に達するほど好調な売り上げだった。歴史学者のロナルド・H. フリッツェは、現在からみると学術的な裏付けに乏しく間違いが多く、当時においても「あり得ること」程度の信憑性だったが、正統な学術書ではないものの筆致には説得力があり、イギリスの首相ウィリアム・グラッドストンもドネリーに称賛の手紙を送っていると述べている。なお、この当時大陸移動説はまだ発表されていない。
ドネリーは、キリスト教の教義とダーウィンの進化論を融和させようと試みたアレキサンダー・ウィンチェルの著作（今日では科学の進歩によって信憑性を失い、ほとんど忘れられている）を、権威ある論拠として幾度も引用している。ドネリーは500ページ近くを使って、アトランティス実在の様々な根拠を並べたが、それは科学的調査というより自説を展開する弁護士のような論調である。
ドネリーは著作で主張を13にまとめて紹介した。彼の主張は、近代のアトランティス神話のベースとなっており、今日では、その著作は疑似歴史の代表的なものと考えられている。
1. アトランティスは、かつて地中海の入り口の向こう側の大西洋上に実在した島で、古代にアトランティス大陸と呼ばれた大陸の残骸である。
2. プラトンの記述は寓話ではなく史実である。
3. アトランティスは人類初めての文明である。
4. アトランティスは多くの住民が暮らす強国になり、文明化された住民の一部はアトランティスを出て、メキシコ湾岸、ミシシッピー川流域、アマゾン川流域、南米の太平洋岸、地中海、ヨーロッパとアフリカの西岸、バルト海沿岸、黒海沿岸、カスピ海沿岸に移住した。
5. アトランティスはノアの箱舟以前のエデンの園など、古代人が伝承してきたアスガルドの時代に実在し、初期の人類が長く平和と幸福の中で暮らした理想郷の普遍的記憶を表している。
6. 古代ギリシャ人、フェニキア人、ヒンドゥー人、スカンジナビア人などが崇めた神々は、アトランティスの王や女王、英雄たちであり、神話はそうした史実が混乱して伝わったものである。
7. エジプトとペルーの太陽信仰はアトランティスの宗教の名残である。
8. アトランティスの最初の植民地はおそらくエジプトであり、エジプト文明はアトランティス島の文明の再現である。
9. ヨーロッパの青銅器時代はアトランティスの派生で、世界で初めて鉄器を製造したのもアトランティス人である。
10. フェニキアのアルファベットはアトランティスのアルファベットから派生したもので、アトランティスのアルファベットはマヤ文明にも伝播した。
11. アトランティスは、アーリア人つまりインド・ヨーロッパ語族の発祥の地であり、セム語族、おそらくウラル・アルタイ語族の発祥の地でもある。
12. アトランティスは甚大な自然災害で滅亡し、島は住民の大半と共に海に沈んだ。
13. 一握りの人がこれを逃れ、世界に洪水伝説が広まった。

なお、同時代にアトランティスに興味を持ったオカルティストたち、その端緒であるヘレナ・P・ブラヴァツキーとドネリーに影響関係があったか否か、あったとすればどのようなものかは不明である。ドネリー以降、アトランティス学の著作家たちは彼の主張をベースに、超自然現象、科学の知見を超えた知識や技術、異星人などの要素を追加し、さらに理想化したアトランティス像を作っていった。

### アトランティスとオカルトの遭遇

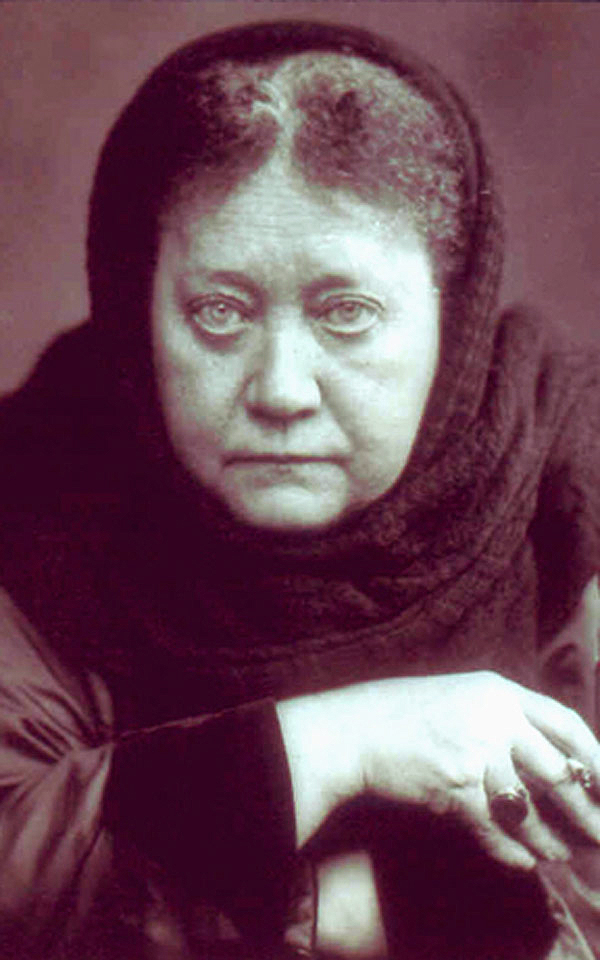
ヘレナ・P・ブラヴァツキー

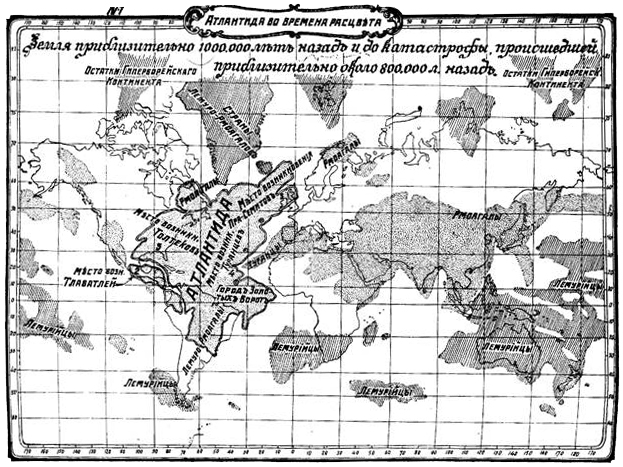
神智学徒W・スコット・エリオットの著作『アトランティスの歴史』（История Атлантиды、1910年）より、アトランティスの地図。

ドネリーと同時期に、オカルティストたちもアトランティスに興味を持ち始めた。1875年に神智学協会を設立したヘレナ・P・ブラヴァツキーは、77年に『ヴェールを剥がれたイシス』を執筆し、アトランティスに4回言及し、プラトンが述べたようにアトランティスは実在したと述べた。これは後年のようなオカルト的なアトランティスの記述ではない。
インドに本拠地を移したブラヴァツキーは、インドでのスキャンダルを避けて1885年にヨーロッパに戻り、1888年に、チベットの導師やマハトマ（偉大な賢者）と交信し、アトランティスでセンザール語という秘密言語で書かれた『ジャーンの書』に目を通しトランス状態で授かった教えを記したという『シークレット・ドクトリン』を出版。壮大なオカルト宇宙史・人類進化史を展開し、アトランティス等の失われた大陸を中心テーマに語った。これは、プラトンの流れをくむアトランティスとは非常に異なるものである。宇宙は7つの時代を経るとし、各時代には固有の根源人種がいるとした。7つの周期は、太陽系の創造者である宇宙意識が、進化の促進のために設定したものだという。
- 第一根源人種 - 地球が太陽神に知恵を持つ霊的生命体を授けてくれるよう願い、太陽神が七大天使に命じて創らせた。不可視の非物質的領域である「不滅の聖地」に存在[57]。
- 第二根源人種 - 肉体があるが無性の骨のない人種。北極地方にあったハイパーボリア大陸に存在。[55]
- 第三根源人種 - 猿のような姿で両性具有・卵生・四本の手と頭部の後ろに目が一つある人種。レムリア大陸に存在。[55]
- 第四根源人種 - 現代人より体が大きく知能の高い優れた人間。アトランティス大陸に存在。[55]
- 第五根源人種 - アーリア人。アトランティス王国の生き残りであるマハトマに導かれ文明を築いた、現代の文明を主導する支配人種[58]。いずれ天変地異が相次ぎ、アメリカ大陸が陥没して滅亡する[59]。
- 第六根源人種 - パーターラ人。北アメリカ大陸で生まれつつあり、いずれ誕生する大陸で進化する[59]。
- 第七根源人種 - 完全な霊性の時代に移行し、進化が終了する[59]。

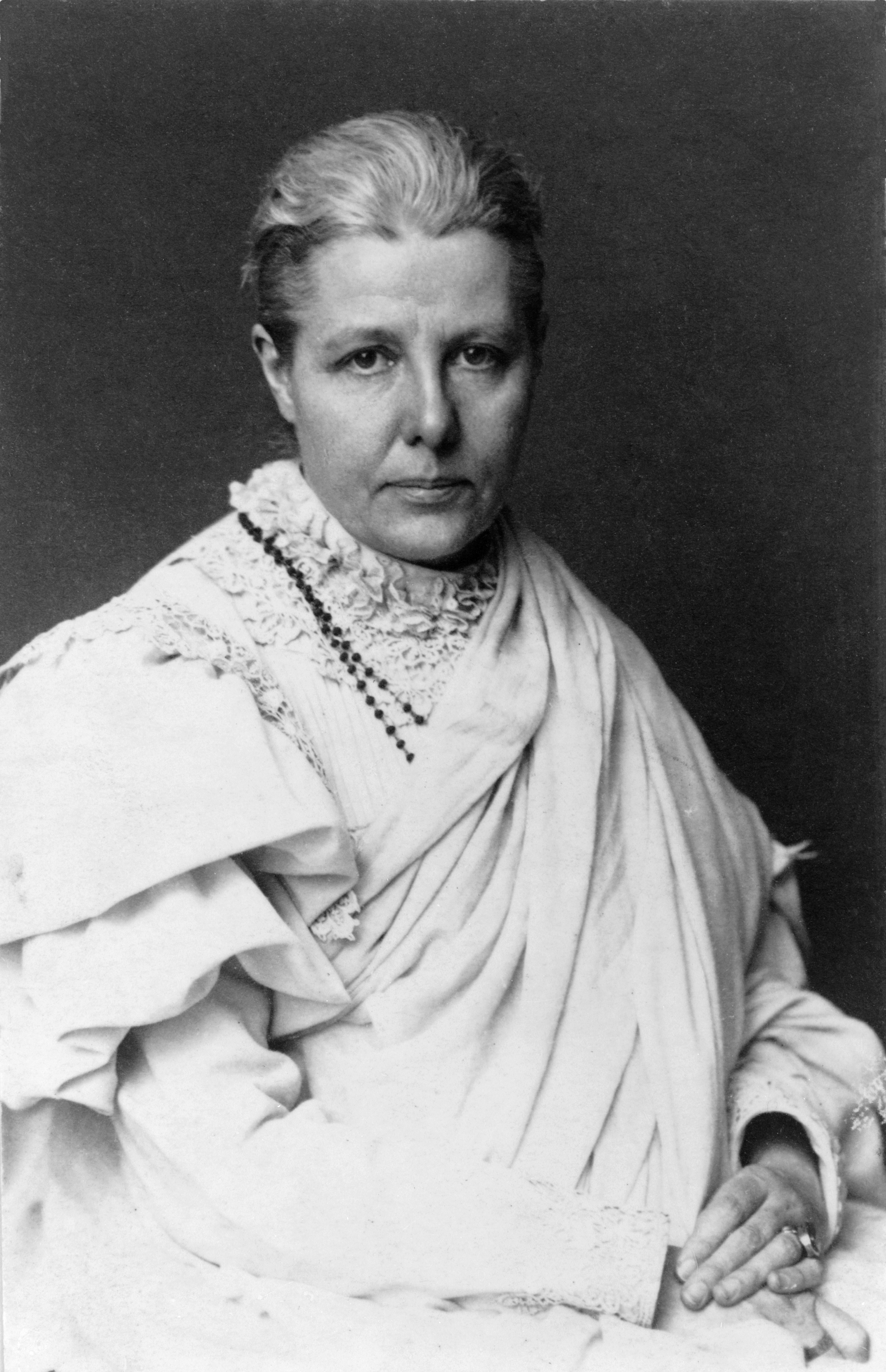
アニー・ベサント

レムリア人は性を持つようになり、獣姦の罪を犯し神智の神の怒りを買い、レムリア大陸が太平洋に沈んだ後、約85万年前にアトランティスが浮上し第四根源人種の時代になり、現代人より優れたアトランティス人は、高度な科学と芸術を持つ文明を築いたとした。
アトランティスには、まだ実証されていないような高度な科学技術があったとしており、こうした考えは後のアトランティス学に受け継がれていく。エジプトのピラミッドやドルイド教の神殿、中米の遺跡など世界各地の遺跡はアトランティス文明の名残であるとし、プラトンが述べたように約1万1000年前に地震で海中に沈んだという。ニュー・アトランティス等の新大陸が、いずれ南大西洋に現れるとしている。

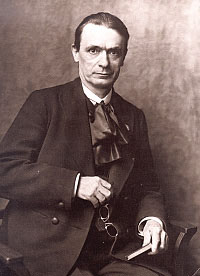
ルドルフ・シュタイナー

1891年以降、アニー・ベサントやW・スコット・エリオットら神智学徒が、神秘能力による霊視、センザール語の聖典の内容、マハトマからの言葉として、ブラヴァツキーの説に様々な情報を追加しており、オカルティストたちはオカルト的アトランティスを各々展開していった。神智学から派生したルドルフ・シュタイナーの人智学でもオカルト的アトランティスが信じられ、シュタイナーは宇宙の記憶であるアカシャ記録（アカシックレコード）を見たとしてブラヴァツキーと同様の宇宙の歴史を語った。シュタイナーの弟子のデンマークの占星術師マックス・ハイデルがアメリカのオハイオ州に薔薇十字団協会を設立し、薔薇十字思想でも失われた大陸が主張なテーマとして語られるようになった。
なお、オカルティストなどアトランティスをめぐるカルト的世界の愛好家たちは、アトランティスに関する学術研究に全く貢献していない。

### 白人優位主義・自民族中心主義の論拠としてのアトランティス
アトランティス等の失われた大陸が世界の諸文明・全人類の源であるという考えは、大戦前から大戦中にブラヴァツキーに始まる近代神智学などで流行した。こうした説は、その地の支配層は白人種であり、そう主張する人々の先祖であったとされ、白人優位主義、自民族至上主義（エスノセントリズム）を正当化し、「かつては全世界が自分たちのものであった」ということを「立証」して植民地支配を正当化する論拠として利用された。

#### ナチスとアトランティス

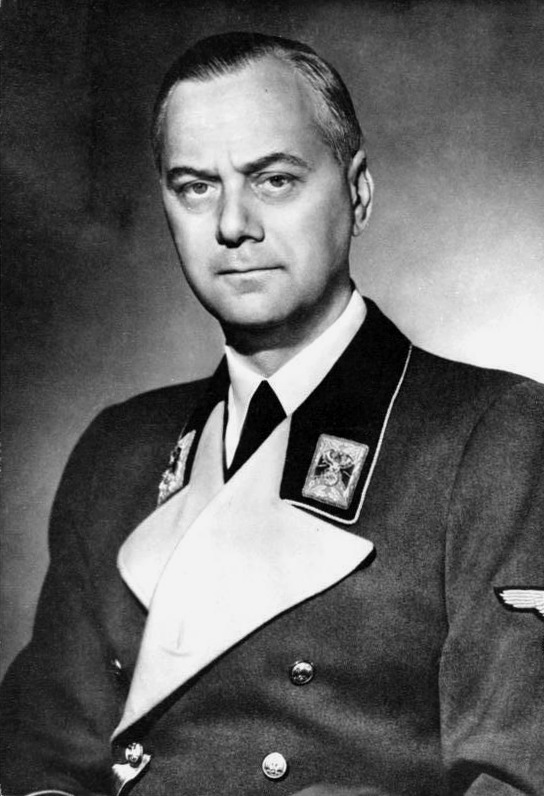
アルフレート・ローゼンベルク

初期のナチスの運動では、アルフレート・ローゼンベルクの『20世紀の神話』が思想の基本に据えられており、本書では、太古のアトランティスに住んでいた北方的アーリア人種が、バビロニア、エジプト、中国など世界のあらゆる文明の発祥と繁栄の源であるとされた。ローゼンベルクは、人種生物学的に解釈したルソー主義により、太古の時代より優れて善なる金髪碧眼の人種アーリア人の血の純潔性を守らなければならないとし、汚れたユダヤの血との混血の危険性を訴えた。
ナチスはアトランティスをアーリア民族の故郷であると考え、それを立証しようと資金と頭脳をつぎ込んだ。ナチスの壮大な疑似歴史において、アトランティス神話はその一部でしかないとはいえ、極めて重要な位置を占めていた。

### 現代オカルティズム・ニューエイジ

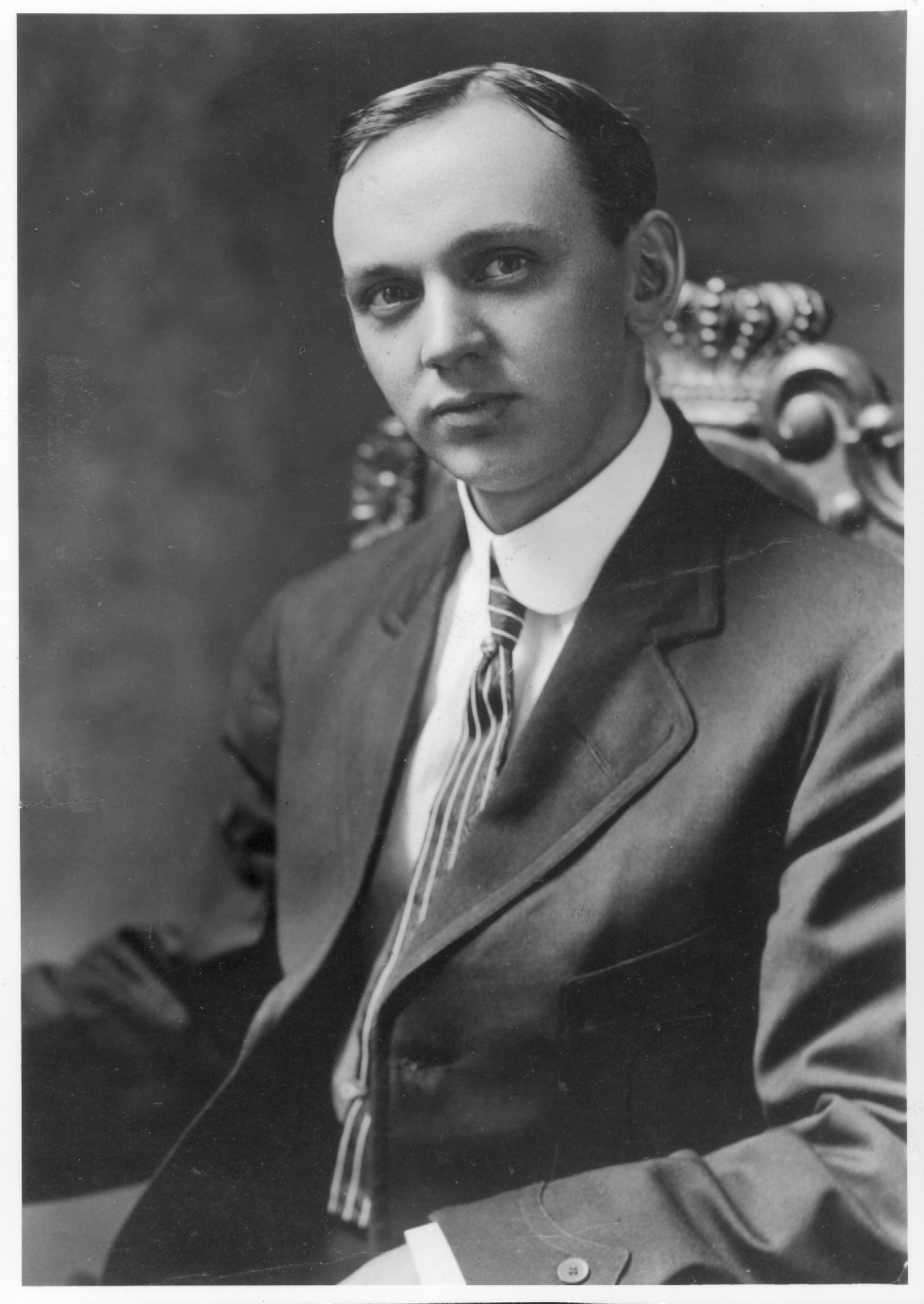
エドガー・ケイシー

神智学の影響を受けた心霊診断家のエドガー・ケイシーは、神智学同様に転生について語り、霊視したクライアントの前世の多くがアトランティス人だったと主張した。大戦後にはケイシーを契機に、冷戦による核戦争への危機感と相まってアトランティス学が再びブームとなった。
ニューエイジ思想の高まりを背景に、1968年にイギリスのシンガーソングライター、ドノヴァンが発表したシングル「幻のアトランティス」はスイス、オランダ、ニュージーランドなどでチャートの1位を記録した。様々な大衆的なオカルト本、SF、アニメなどでもよくつかわれる題材となっている。
日本では、1960年代末に大陸書房がアトランティス大陸（アトランチス大陸）、レムリア大陸、ムー大陸などの幻の大陸、古代文明の謎、地球空洞説、地底文明説、超能力、オカルト、運命学等の怪しげな本を大量に刊行し、ブームになっている。
ニューエイジのチャネラーJ・Z・ナイトは3万5000歳のアトランティス人ラムサと交信したと主張し、ナイトを支持した女優でニューエイジの主要人物であるシャーリー・マクレーンは前世はアトランティス人で、ラムサのきょうだいだったと語った。

## 代表的な諸説
アトランティスの繁栄と滅亡について、それらの直接的なモデルが実在したとする考えは人気のあるもので、多くの説が唱えられてきた。その主たる論点は、「ヘラクレスの柱」解釈をめぐる位置問題とアトランティスを滅ぼしたとされる「洪水」の年代問題の考証である。
プラトンは強大な国々の傲慢さを揶揄した寓話としてアトランティスに言及したと言われる。大多数の著名な学者は、プラトンの記述に史実は全く含まれていないと考えている。しかし、アトランティスがあったと信じる人も未だにおり、プラトンの記述に一部でも史実が含まれると考える著名な学者も、少数だが存在する。2001年時点で1700の候補地が提唱されている。
現在の在野のアトランティス学では、場所についてはオーストラリアを除いた地球のすべての大陸と海底、そして地球の外まで候補に挙げられており、存在した期間は数百万年前からプラトンの時代のほんの数世紀前まで、文明の実態は進歩した石器時代社会から高度な科学を持った文明、宇宙人から文明を与えられたという主張まで、様々な相矛盾する説が入り乱れている。

### 地中海説

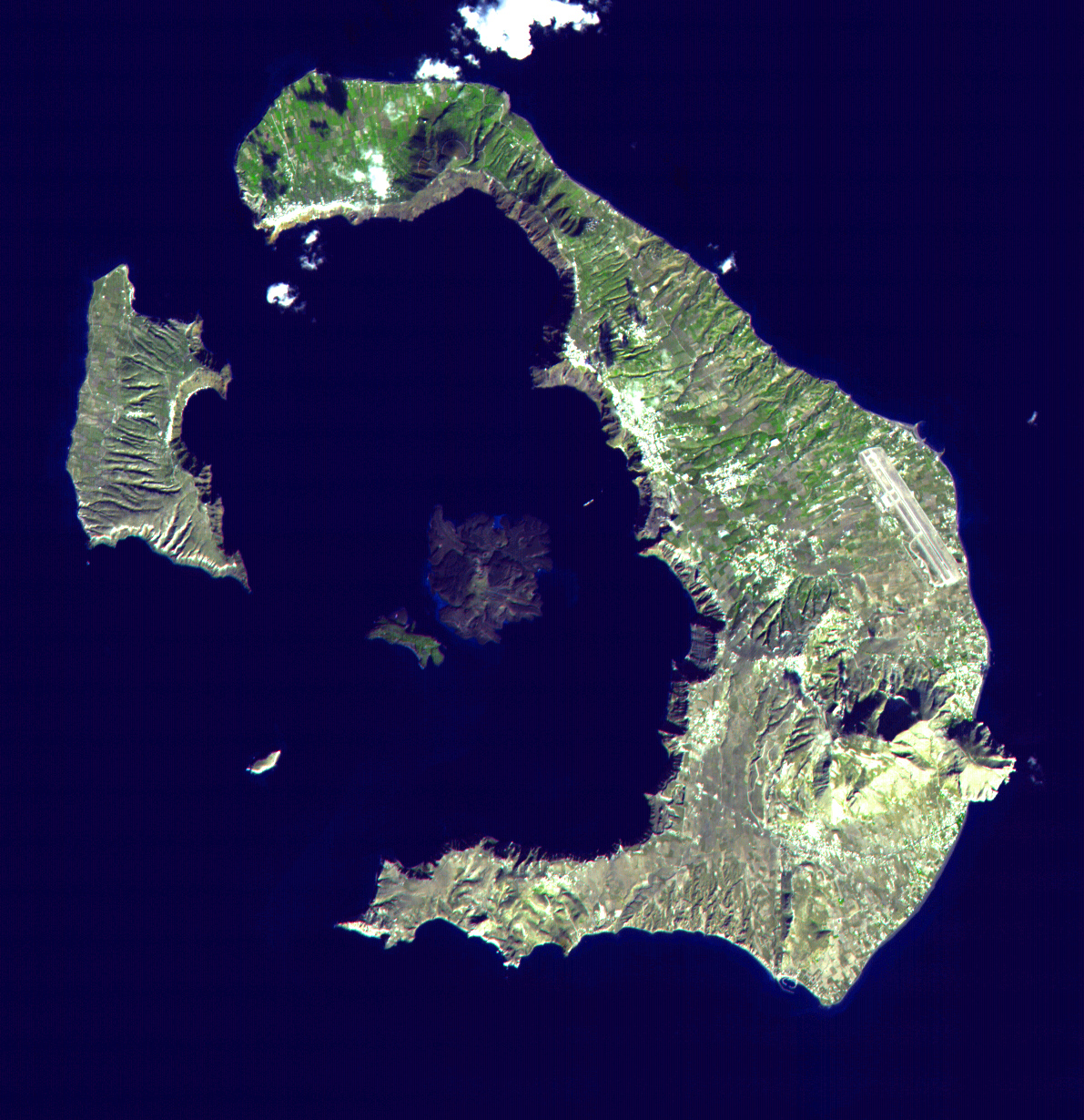
サントリーニ島の衛星写真。アトランティスと想定される場所のひとつ。

過去100年近く、著名な歴史家や考古学者たちは、プラトンのアトランティスは、紀元前1525年頃にあったエーゲ海の小島サントリーニ島の火山噴火に想を得たものではないかと考えてきた。島にはアクロティリという都市が栄えていたが、噴火によって一夜で破壊された。また、噴火前の島の地理はプラトンの記述と一致している。
サントリーニ島をアトランティスがあった場所と考える人は最も多い。1969年、地質学者のガラノプロスは、プラトンの記録が単位について全て1桁多く誤って記述しているとの説を提唱した。年代はプラトンの9000年前でなく900年前ならサントリーニ島にほぼ一致する。しかし、プラトンはアトランティス滅亡の理由として火山の噴火をあげていない｡
サントリーニ島が噴火した時の津波によって滅んだクレタ島のミノア文明をアトランティスとする説もある。しかし、実際にはミノア文明は一夜で滅びたわけではなく、津波自体も島の反対側には到達しなかったであろうと考えられる。
他に、トルコのスミルナ近郊のトロイアが着想の基であるという説もある。

### 大西洋説
プラトンの叙述をそのまま適用すると、大西洋にアトランティスがあることになる。大西洋説ではアゾレス諸島やカナリア諸島などが候補地としてあげられる。
上の説で述べたように、アメリカ大陸=アトランティス説も長い間唱えられてきた。
新しいところでは、2013年5月6日、ブラジル・リオデジャネイロの南東1500キロメートル沖にある海面下1キロメートルの海底台地調査において陸地でしか形成されない花崗岩が大量に見つかり、「この海底台地はかつて大西洋上に浮かぶ最大幅1000キロメートルの小大陸であったことが判明した」と、日本の海洋研究開発機構とブラジル政府が共同発表した。
ブラジル政府は今回の調査結果について「伝説のアトランティス大陸かもしれない陸地がブラジル沖に存在していた重要な証拠」と強調した。日本とブラジルは、今後さらにこの海底台地を調査するとしていたが、のちにアトランティスとは無関係と判明した。
謎の多いスペインの交易都市タルテッソスが着想の基であるという説もある。旧約聖書にあるタルシシュをアトランティスと見なし、タルシシュはイベリア半島にあったとされるタルテッソスであると考えられている。海の民の拠点の一つという説もあり、高度な文明を持つ侵略国家というアトランティスのイメージとも合致する。ただし年代に関しては、大きな問題が残る。
1974年3月に行われたソビエト連邦の調査船による調査で、ポルトガル近海のアンペア海山に石壁に似た物が見られたことから、アトランティスの可能性が示唆された。

## フィクションへの影響
アトランティスは、素人には理解しにくく刺激が乏しく感じられる歴史というものにドラマを与え、かつて人類が完全な理想郷の中にあり、それが失われたと想像させることで、ユートピア願望、美しいものの喪失を嘆く感傷をかきたてる。クトゥルフ神話のラヴクラフトなど、アトランティスを創作に活用した書き手のほとんどは実在を信じていないが、魅力的なテーマであり、フィクションにせよ史実と主張するにせよ、人気の高い題材になっている。

## 関連項目

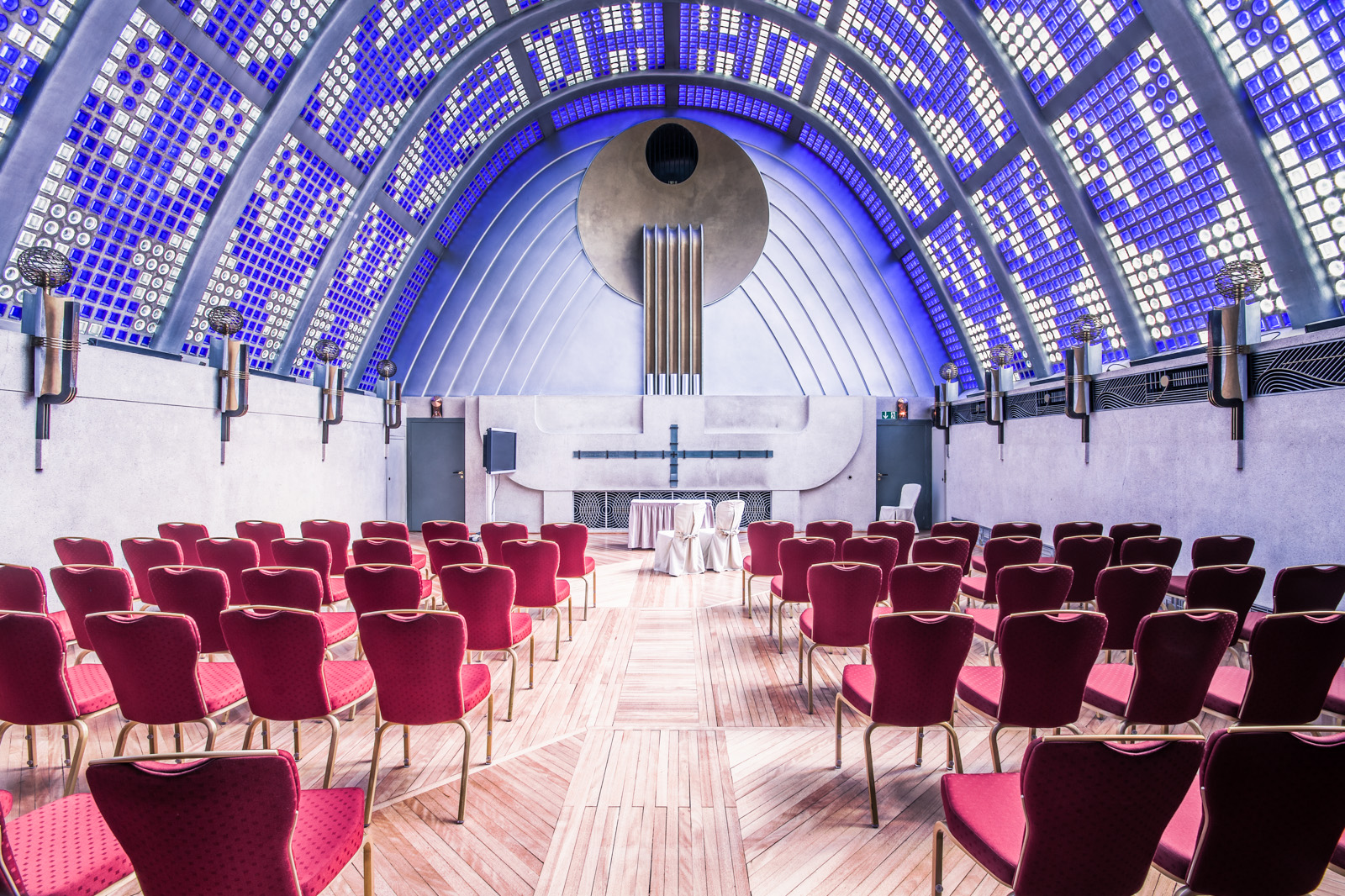
ドイツの建物ハウス・アトランティス